# لا غاروفايلا
بلدية الخَرُّوب أو (نقحرة: لا غاروفايلا) (بالإسبانية: La Garrovilla)‏, هي إحدى بلديات مقاطعة بطليوس, التي تقع في منطقة إكستريمادورا, والتي تقع في غرب إسبانيا.
يبلغ عدد سكانها 2.506 نسمة وفقاً لإحصائية سنة (2009).

## أعلام
- أنخيل رودريغيز لوزانو